# フレッド・アダムズ
フレッド・C・アダムズ（Fred C. Adams、1961年 - ）は、アメリカ合衆国の宇宙物理学者である。ミシガン大学の呉大猷物理学終身教授であり、宇宙論への貢献で知られる。主な研究分野は、星形成、惑星形成および力学を中心とした天体物理学理論である。

## 生涯
アダムズはアイオワ州立大学を1983年に卒業して理学の学士号を取得した。その後、カリフォルニア大学バークレー校で1988年にPh.D.を取得した。1988年から1991年までハーバード・スミソニアン天体物理学センターに所属し、1991年にミシガン大学物理学科の教授に就任した。1995年と1999年には教養学部より最優秀教育賞を、2002年に優秀教員賞を受賞した。

## 業績
アダムズは、天体物理学の理論全般を研究対象とし、特に星形成と宇宙論に重点を置いている。星形成の過程における放射シグネチャ、星周円盤の力学、分子雲の物理学の研究で世界的に知られている。星形成の放射シグネチャに関するアダムズの研究は、その後の星形成の研究の基礎となっている。近年では、星形成クラスター環境の影響などの、惑星系の形成と進化について研究している。宇宙論に関しては、宇宙のインフレーション、宇宙の相転移、磁気モノポール、宇宙線、反物質、宇宙背景放射、ダークマターハロー、長期的な宇宙の未来など、幅広い分野を研究している。また、太陽系と太陽系外惑星の力学の研究もしており、24個の太陽系外惑星と8個のカイパーベルト天体を発見している。
1991年にロバート・J・トランプラー賞、1996年にヘレン・B・ワーナー賞を受賞し、2013年にはアメリカ物理学会フェローに選出されている。
1999年、グレッグ・ラフリンと共同で『宇宙のエンドゲーム』(Five Ages Of The Universe)を執筆した。

## 主な論文と著書
アダムズは200以上の論文や会議録を発表しており、他の研究者によって数千回引用されている。以下に、アダムズの著名な著作物を示す。
- Proton Decay, Black Holes, and Large Extra Dimensions（陽子崩壊、ブラックホール、大きな余剰次元）, (F. C. Adams, G. L. Kane, M. Mbonye, and M. J. Perry), International Journal of Modern Physics A 16, 2399–2410 hep-ph/0009154 (2001).
- Modes of Multiple Star Formation（連星形成の様式）, (F. C. Adams and P. C. Myers), The Astrophysical Journal 553 744-753 astro-ph/0102039 (2001). A Theoretical Model for the Mbh— ó Relation for Supermassive Black Holes in Galaxies, (F. C. Adams, D. S. Graff, and D. O. Richstone), The Astrophysical Journal Letters 551, L31-35 astro-ph/0010549 (2001).
- Stability and Chaos in the Upsilon Andromedae Planetary System,（アンドロメダ座υ星の惑星系の安定性とカオス） (G. Laughlin and F. C. Adams), The Astrophysical Journal 526, 881-889 (1999).
- A Dying Universe: The Long Term Fate and Evolution of Astrophysical Objects（死にゆく宇宙: 天体物理学的物体の長期的な運命と進化）, (F. C. Adams and G. Laughlin), Reviews of Modern Physics 69, 337-372 (1997).
- A Theory of the Initial Mass Function for Star Farmation in Molecular Clouds（分子雲における星形成の初期質量関数理論）, (F. C. Adams and M. Fatuzzo), The Astrophysical Journal 464, 256-271 (1996).
- Vortices in Circumstellar Disks（星周円盤の渦）, (F. C. Adams and R. Watkins), The Astrophysical Journal 451, 314-327 (1995).
- Spectral Evolution of Young Stellar Objects（若い星状天体のスペクトル進化）, (F. C. Adams, C. J. Lada, and F. H. Shu), The Astrophysical Journal 312, 788-806 (1987).
- The Five Ages of the Universe: Inside the Physics of Eternity（宇宙の5つの時代: 永遠の物理の内部）, (F. Adams and G. Laughlin), New York: The Free Press 256 pages, ISBN 0-684-85422-8 (1999).
  - 日本語訳：『宇宙のエンドゲーム』竹内薫訳
- Origins of Existence: How Life Emerged in the Universe（存在の起源: いかに宇宙で生命が出現したか）, (F. Adams), New York: The Free Press 256 pages, ISBN 0-7432-1262-2 (2002).
- Fred Adams, (1997). The Five Ages of the Universe: Inside the Physics of Eternity（宇宙の5つの時代: 永遠の物理の内部）, Free Press. ISBN 0-684-86576-9